# Řád Alexandra Něvského (Sovětský svaz)
Řád Alexandra Něvského je sovětské vyznamenání založené na počátku Velké vlastenecké války. Byl zřízen rozhodnutím Nejvyššího sovětu SSSR 29. července 1942 spolu s Řádem Suvorova a Řádem Kutuzova k ocenění velitelského sboru Rudé armády za vynikající zásluhy v organizaci a vedení bojových operací a za dosažené úspěchy v bojích za vlast při těchto operacích.

## Řádový statut
Řádem byli vyznamenáváni velitelé Rudé armády, kteří prokázali v bojích za vlast ve Velké vlastenecké válce výjimečnou odvahu, mužnost a chrabrost a kteří umným velením zajistili úspěch jim podřízených jednotek.
Řád byl udělován rozhodnutím Prezídia Nejvyššího sovětu SSSR.
Řád mohli obdržet velitelé divizí, brigád, pluků, praporů, rot a čet:
- Za iniciativu projevenou během akce v souladu s bojovými úkoly, volbu vhodného okamžiku pro náhlý, odvážný a rychlý útok s dosažením rozhodné porážky nepřítele a malých vlastních ztrát;

## Nositelé

### Třikrát vyznamenaní
- Ivan Grigorjevič Borisenko – podplukovník, velitel 536. stíhacího protitankového dělostřeleckého pluku
- Nikolaj Leonťjevič Něvskij – podplukovník, velitel 818. dělostřeleckého pluku 223. střelecké divize
- Nikolaj Andrejevič Kupriněnko – major, velitel 146. gardového střeleckého pluku 48. gardové střelecké divize

### Vyznamenané ženy
- Serafima Tarasovna Amosová (1914–1992) – major
- Jevdokija Davydovna Bočarová (1913–1982) – podplukovník
- Galina Dmitrijevna Tenujevová (* 1920) – starší poručík
- Jevdokija Andrejevna Nikulinová (1917–1993) – kapitán
- Valentina Flegontovna Savická (1917–2000) – kapitán
- Olga Alexandrovna Sanfirová (1917–1944) – kapitán
- Marija Vasiljevna Smirnová (1920–2002) – major
- Olga Mitrofanovna Šolochovová (1915–2001) – kapitán

### Vyznamenaní cizinci
- Louis Delfino (1912–1968) – velitel pluku Normandie-Němen (5. 5. 1965)
- Pierre Pouyade (1911–1979) – velitel pluku Normandie-Němen[1]
- Joseph Risso (1920–2005) – pilot pluku Normandie-Němen (23. 2. 1945)[2]